# Massinium ocumichoensis
Massinium ocumichoensis — вид деревощупальцевих голотурій родини Phyllophoridae. Описаний у 2021 році.

## Поширення
Вид поширений в Мексиканській затоці. Мешкає біля північно-східного узбережжя Мексики. Живе в піщано-скелястих субстратах на глибині від 2 до 16 м.

## Опис
Від однорідних видів його відрізняє комбінація морфологічних ознак: серединно-спинні трохи більші псевдогудзики (40-60 мкм) і табелі в стінці тіла.